# زفرن
زفرن (به آلمانی: Seffern) یک شهر در آلمان است که در بیتبورگ-پروم واقع شده‌است.